# Resolució 931 del Consell de Seguretat de les Nacions Unides
La Resolució 931 del Consell de Seguretat de les Nacions Unides fou adoptada per unanimitat el 29 de juny de 1994. Després de recordar la Resolució 924 (1994) sobre la guerra civil al Iemen, el Consell va considerar els resultats de la missió d'investigació que es va desplegar al país i va exigir un alto el foc.
El Consell va donar suport a la crida del Secretari General Boutros Boutros-Ghali per a un cessament immediat del bombardeig a la ciutat d'Aden, condemnant el fracàs de les parts per no prestar atenció a la crida. També es va mostrar molest per la falta d'alto el foc malgrat diverses declaracions del govern del govern del Iemen i dels partidaris del Partit Socialista Iemenita. Es va expressar preocupació pel deteriorament de la situació al Iemen, en particular la situació humanitària i la provisió d'armes i altres materials.
Es va exigir un alto el foc, destacant la importància i la implementació efectiva d'un alto el foc efectiu. La resolució va lamentar l'assalt militar continuat a Aden, demanant que es desplacessin les armes pesants fora de l'abast de la ciutat. Es va demanar al Secretari General i al seu Enviat Especial que continuessin les negociacions amb ambdues parts sobre la possibilitat d'establir un mecanisme que vigilés, fomentés el respecte i ajudés a prevenir violacions de l'alto el foc.
El Consell també va reiterar les seves convocatòries per un cessament immediat a la provisió d'armes i altres materials, i va assenyalar que les diferències polítiques no es poden resoldre mitjançant l'ús de la força. Es va expressar preocupació davant la situació humanitària del Iemen, per la qual cosa es va demanar al secretari general que utilitzés tots els recursos per atendre els afectats pel conflicte i facilitar la distribució de l'ajuda humanitària.
Finalment, es va demanar al Secretari General que informés al Consell de Seguretat en un termini de 15 dies a partir de l'aprovació de la present resolució, que detallaria els progressos realitzats.